# Viva
Viva — популярний німецький музичний телеканал.
Телеканал Viva був відкритий за участю Time Warner, Sony Television, Polygram Records, EMI Music і Bertelsmann Music Group в 1993 як німецьку відповідь англо-американському каналу MTV. Viva вдалося стати рупором німецької популярної музики, витіснивши MTV на німецькому ринку, в основному, в підлітковий сегмент, в той час як старша аудиторія надавала перевагу продукції німецького каналу. При цьому Viva також представляла і величезна кількість кліпів виконавців із США, Великої Британії.
Канал Viva має кілька локальних версій, включаючи австрійську, швейцарську і польську. У 2009 році VIVA почав мовлення на Велику Британію та Ірландію.
У 2003 році Viva була придбана компанією Viacom, якій належить MTV Networks Germany — основний конкурент Viva.